# Barnträdgård

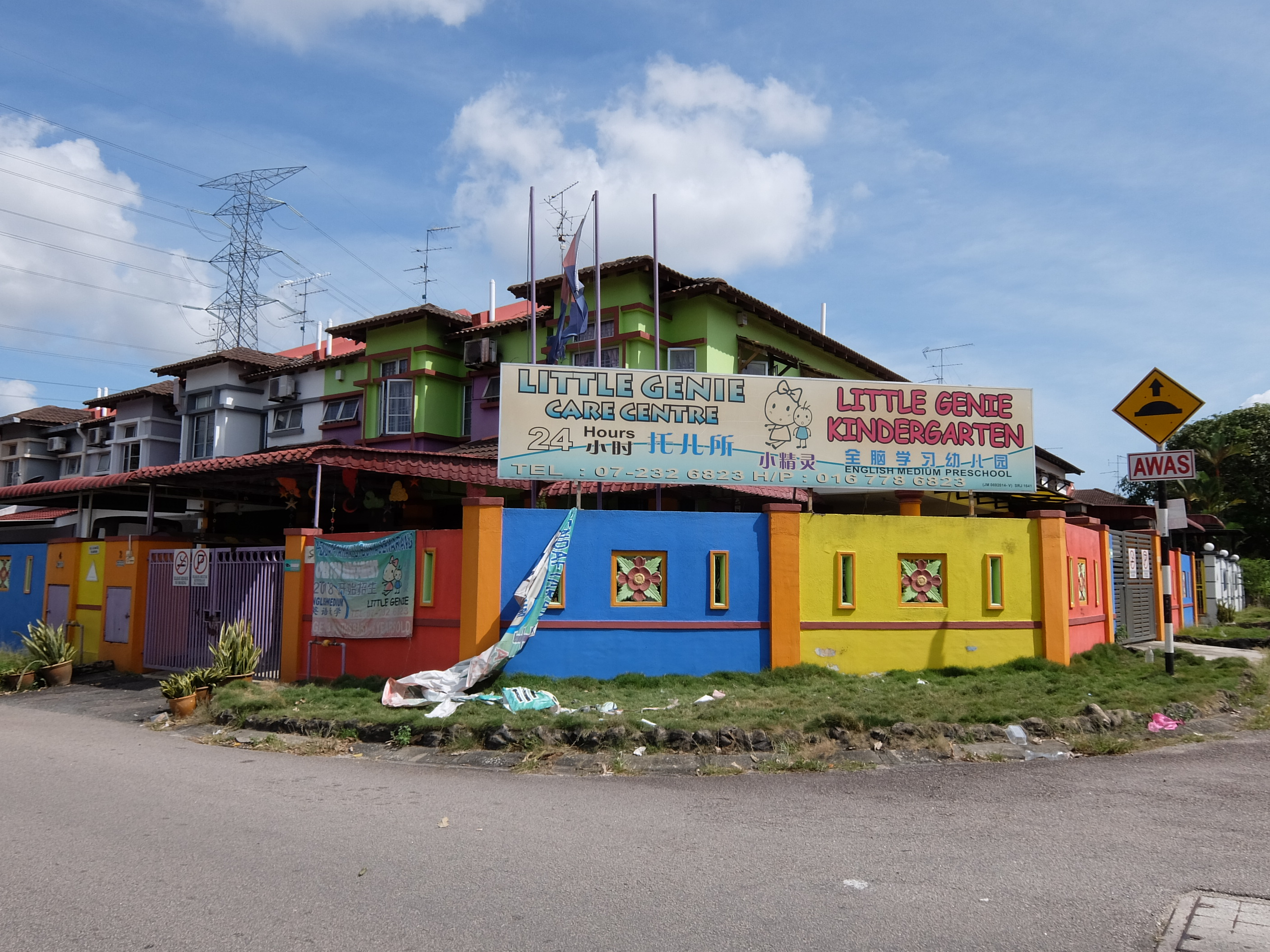
Barnträdgård i Iskandar Puteri i Malaysia.

Barnträdgård, eller kindergarten, är en pedagogisk verksamhet med Friedrich Fröbels pedagogik och filosofi, för barn som inte uppnått skolålder.
Ordet ”Kindergarten” på tyska myntades av Friedrich Fröbel för att beskriva den institution för lek och andra aktiviteter som han skapade i Bad Blankenburg 1837. Modellen har inspirerat till dagverksamheter för barn i många länder, varav en del använder ordet kindergarten eller en översättning av det.

## Finland
Barnträdgårdsverksamheten kom till Finland 1888. I Finland används alltjämt ordet barnträdgård för det som i Sverige numera kallas förskola, även om den vanligare moderna benämningen är dagvård. Utbildningen till barnträdgårdslärare motsvarar den svenska utbildningen till förskollärare.

## Sverige
Det finns belägg för att ordet användes i svenskan 1824, då med annan betydelse. År 1850 användes barnträdgård som en benämning på en pedagogisk verksamhet för barn. Verksamheten i största allmänhet, oavsett inriktning och filosofi, kallas på senare år för förskola i Sverige. Barnträdgård finns inte i Svenska Akademiens ordlista, däremot barnträdgårdslärare med betydelsen förskollärare på finlandssvenska.
Den första barnträdgården i Sverige öppnades i Stockholm 1896 av Anna Eklund, som hade utbildats till barnträdsgårdslärare på Pestalazzo-Fröbel-Haus i Berlin. Barnträdgårdarna var till för att mot avgift stimulera barn från över- och medelklass, till skillnad från vad tidigare startade barnverksamheterna av välhörenhetskaraktär för icke bemedlade, barnkrubborna och småbarnsskolorna, hade varit, då de mest bara var någonstans att ha barnen på. Barnträdgårdarna leddes av barnträdgårdsledare, som varit Snart inleddes utbildning också i Sverige.
Institutionerna var privata, och avgifterna därmed så höga att bara medel- och överklassen normalt kunde ha sina barn där. Några folkbarnträdgårdar, med låga eller inga avgifter. kom dock också att inrättas, med insamlade eller donerade medel för driften.
År 1934 blev en vändpunkt i svensk barnomsorg, i samband med att födelsenivån nådde ett bottenläge. Detta oroade riksdagen och regeringen. De kom fram till att de måste underlätta för familjerna att skaffa fler barn. Detta ledde till att barninstitutionerna på 1940-talet fick statligt stöd och bytte därmed namn till daghem och lekskola. Efter barnstugeutredningen (1968) bytte daghemmen namn till det nuvarande, förskola.